# Érase un resbalón
Érase un resbalón es el sexto episodio de la primera temporada de la serie española Aquí no hay quien viva. Tuvo 4 420 000 espectadores y un 27% de cuota de pantalla.

## Argumento
Tras resbalarse por las escaleres, Mauri (el propietario del 1ºB), se rompe la pierna. Entonces,  Juan Cuesta, el presidente de la comunidad, se da cuenta de que la comunidad no tiene seguro, y de que no van a poder pagarle a Mauri por los daños. Las viejas (Marisa y Vicenta) deciden empujar a Mauri de nuevo por las escaleras para demostrar que está fingiendo, pero se vuelve a accidentar, y termina con más heridas que antes. En ese momento, la comunidad decide enviar al padre de Emilio, Mariano, como si fuese el perito de la aseguradora, para intentar engañar a Mauri. 
Cuando Mariano le ofrece un par de euros como compensación, Fernando (el novio de Mauri) se ofende, y descubre el engaño. Amenaza a la comunidad con denunciarles. Los vecinos suben a casa de Mauri a pedirle perdón, y finalmente este se ablanda y les perdona. 